# Балка Солоненька
Балка Солоненька, Соломка (рос. Б. Солоненька; б.Солоненькая, Солодка, Солотка)  — балка (річка) в Україні у Мар'їнському районі Донецької області. Ліва притока річки Сухі Яли (басейн Дніпра).

## Опис
Довжина річки приблизно 18,37 км, найкоротша відстань між витоком і гирлом — 17,28 км, коефіцієнт звивистості річки — 1,06. Формується багатьма балками та загатами. На деяких ділянках балка пересихає.

## Розташування
Бере початок у селі Солодке. Тече переважно на північний захід через село Єлизаветівку і на південній околиці села Іллінки впадає в річку Сухі Яли, ліву притоку річки Вовчої.

## Цікаві факти
- У XX столітті на балці існувало декілька газгольдерів, водокачок та багато газових свердловин[2].